# Jan Landowski
Jan Leon Landowski (ur. 21 lutego 1913 w Osowie, zm. 2 października 1972) – polski zoolog, popularyzator zoologii. W latach 1951–1972 dyrektor Miejskiego Ogrodu Zoologicznego w Warszawie.

## Życiorys
Od 1931 r. studiował zoologię na Uniwersytecie Warszawskim, kończąc ją w 1936 r. W tymże roku podjął pracę w warszawskim zoo. Po wojnie pracował w Ministerstwie Leśnictwa oraz przy odbudowie warszawskiego zoo. W 1947 r. został dyrektorem łódzkiego ogrodu zoologicznego, ale po 3 miesiącach zrezygnował z tej funkcji, wracając do Warszawy. Po otwarciu stołecznego zoo w 1949 r., został w nim kierownikiem ds hodowli, a 1 kwietnia 1951 r. dyrektorem tej placówki. Pod jego kierownictwem kontynuowano odbudowę ogrodu zoologicznego i kolekcji fauny, wzniesiono zaplecze naukowo-badawcze, a w 1971 r. jako jedyny wówczas Polak został członkiem Międzynarodowej Unii Dyrektorów Ogrodów Zoologicznych (w 2000 r. organizacja została przemianowana w Światowe Stowarzyszenie Ogrodów Zoologicznych i Akwariów). W 1970 r. obronił pracę doktorską na macierzystej uczelni. 
Pochowany na cmentarzu Powązki Wojskowe w Warszawie (kwatera B15-3-28).

## Odznaczenia
- Złoty Krzyż Zasługi (1959)
- Krzyż Kawalerski Odrodzenia Polski (1968)